# Husqvarna–ZVVZ
Husqvarna–ZVVZ (UCI kód: HUS) byl český cyklistický tým, který založil Jiří Ženíšek v roce 1994. Stáj zanikla roku 1996 fúzí s australským Giant–AIS, později známým jako eD'system–ZVVZ. Za tým v minulosti jezdili závodníci jako Jan Hruška, Tomáš Konečný nebo František Trkal.

## Největší úspěchy[1]

### 1996
- Vítězství ve 4. a 12. etapě Niedersachsen Rundfahrt, František Trkal
- Celkové vítězství na Bratislava–Beograd, Slawomir Heger